# Nyoquis
|  | «Gnocchi» redirigeix aquí. Vegeu-ne altres significats a «Carlo Gnocchi». |

Nyoquis (gnocchi en italià, singular gnocco) és el nom d'un tipus de trossets de pasta cuinada, en principi a base de patata. Són un dels plats importants de la cuina italiana.
Els nyoquis apareixen sovint sota els llistats de plats referents a pasta tot i que sovint els ingredients són molt diferents i que tenen altres formes de preparació.

## Variants
A Itàlia, el terme gnocchi s'usa per a designar una gran varietat de productes alimentaris. La paraula "gnocchi" prové de nocchio, un nus de la fusta.
Normalment els nyoquis tenen forma arrodonida, ans que hi ha nyoquis amb forma de rombe o de dau.
Són comuns els preparats alla romana, amb sémola o amb farina de dacsa, tot i que llur nom apunta a Roma, hi ha variacions regionals i locals.
En l'àrea de la Toscana d'Itàlia se solen preparar amb formatge de ricotta i espinacs, a aquesta variant la denominen strozzapreti, o ‘estrangulador de capellans'.
Una varietat molt coneguda en les regions de Friuli i Trentino - Tirol del Sud i denominada gnocchi di pane es fa amb pa ratllat.
Sembla que els nyoquis són un plat tradicional del nord-est italià que després s'ha difós a altres regions. Un antecedent dels nyoquis van ser els zanzarelli (‘mosquits') que es preparaven per als banquets de la Llombardia renaixentista, amb una massa en la qual es barrejaven molla de pa, llet i ametlles triturades. En el segle xvii els zanzarelli van patir un lleu canvi en el nom i la preparació. Se'ls va canviar de nom a malfatti (‘mal-fets') i en lloc d'ametles i molla de pa s'usava una massa simple de farina, aigua i ou.
Hi havia varietats acolorides d'aquest tipus de nyoquis, els zanzarelli verds fets amb bleda i espinac, així com els zanzarelli grocs realitzats amb una mixtura de safrà i carabassa. Després van aparèixer els malfatti blancs amb carn de pollastre picada, i els de color taronja, fets amb pastanaga.
Encara que els nyoquis són típics de la cuina italiana, existeixen plats de preparació similar a la gastronomia del centre d'Europa, com els Salzburger Nockerln de la cuina austríaca i els knödel i preparacions similars de la cuina alemanya, hongaresa, eslovena i russa.

## Història
Els nyoquis de patates tenen el seu origen en la situació econòmica d'Itàlia cap a finals del segle xix, quan el país encara era sota règims feudals i semifeudals.
Els senyors feudals italians solien ser els amos dels molins on els camperols molien el blat per a fer farina de blat amb la qual preparaven les seues pastes. En un cert punt els senyors feudals van decidir augmentar les taxes dels preus que els camperols pagaven per a poder moldre el blat. Davant el sobtat encariment de la farina de blat, els camperols italians van reeixir experimentant amb un substitut de la farina, el puré de creïlles.
Fins a la dècada de 1920 molts italians varen emigrar a l'Amèrica del sud, sobretot a l'Argentina. A causa d'aquests emigrants els nyoquis es varen estendre a alguns països de la zona, passant a formar part de la cuina argentina, uruguaiana, veneçolana i paraguaiana.

## Elaboració
Normalment els nyoquis s'elaboren amb creïlla, sèmola de blat i/o qualque tipus de farina, com farina de dacsa, de castanya o d'altres. També s'afegeix formatge de ricotta i de vegades espinacs a la massa.
Usualment el puré de papes per a nyoquis es prepara amb llet. Es pot afegir sagí i una quantitat adequada de farina de blat per a assegurar una bona cohesió; més rarament s'afegeixen ous. El puré per als gnocchis ha de tenir bastant consistència. Normalment s'elabora amb un passapuré que ho fa més homogeni i fi perquè no calgui afegir massa aigua o llet.
Amb aquest puré es fan boles o mandonguilletes menudes (gnocchi) d'entre 1,5 i 2,5 cm. Els nyoquis tenen la consistència adequada si al pastar-los no s'enganxen a les mans ni a la taula. Tampoc s'han de desfer en l'aigua bullent a la qual han de ser llançats.
Prèviament es fan unes menudes acanaladures amb un instrument especial o una forquilla. Finalment els nyoquis es llancen en aigua bullent i es retiren mitjançant un colador gran.
Els acompanyaments dels nyoquis són molt variats. Normalment combinen bé amb salsa de tomàquet i mantega. Es poden condimentar amb fulletes de salvia o altres herbes mediterrànies.

## Galeria d'imatges

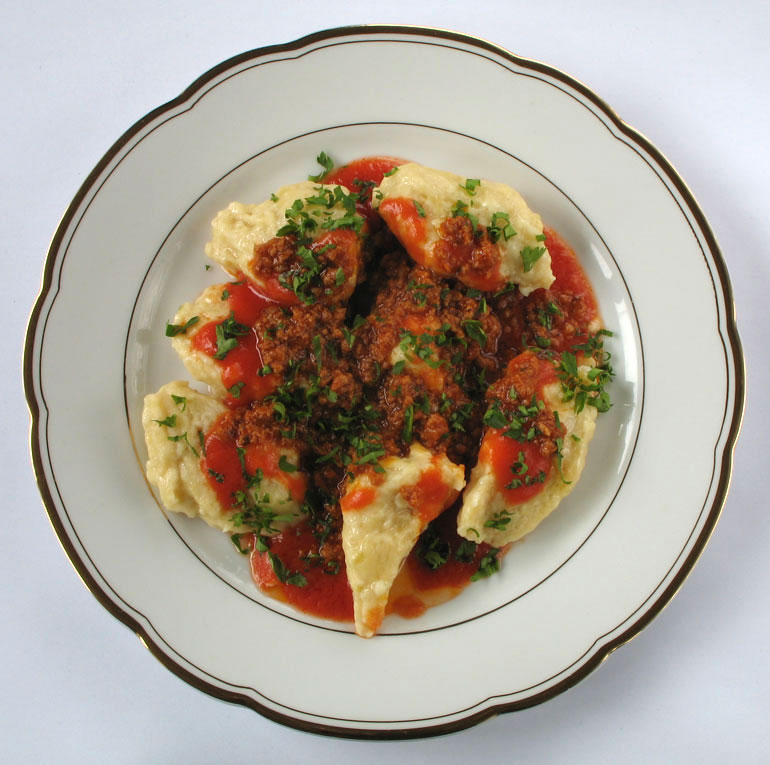
Nyoquis amb salsa de tomàquet, la forma més comuna de servir-los.
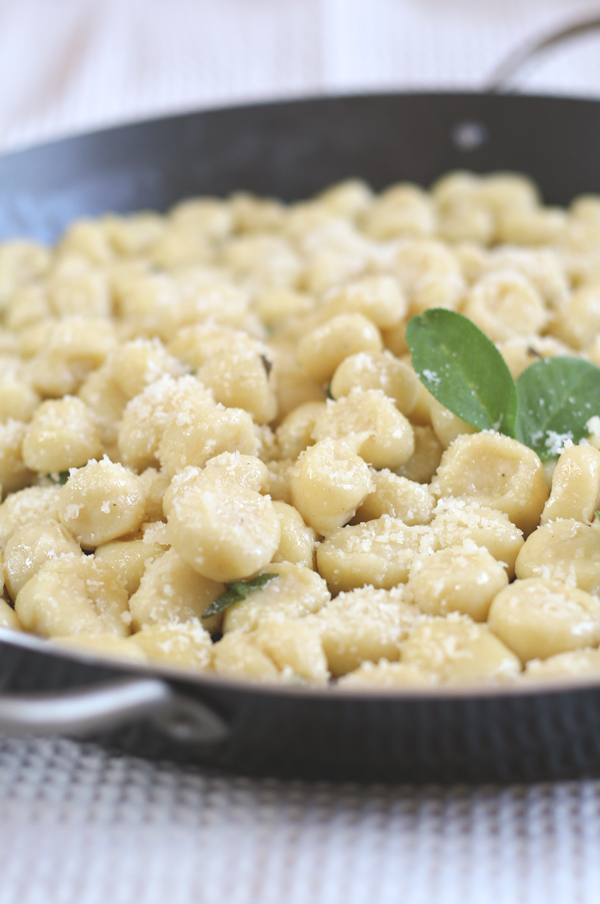
Nyoquis de ricotta.
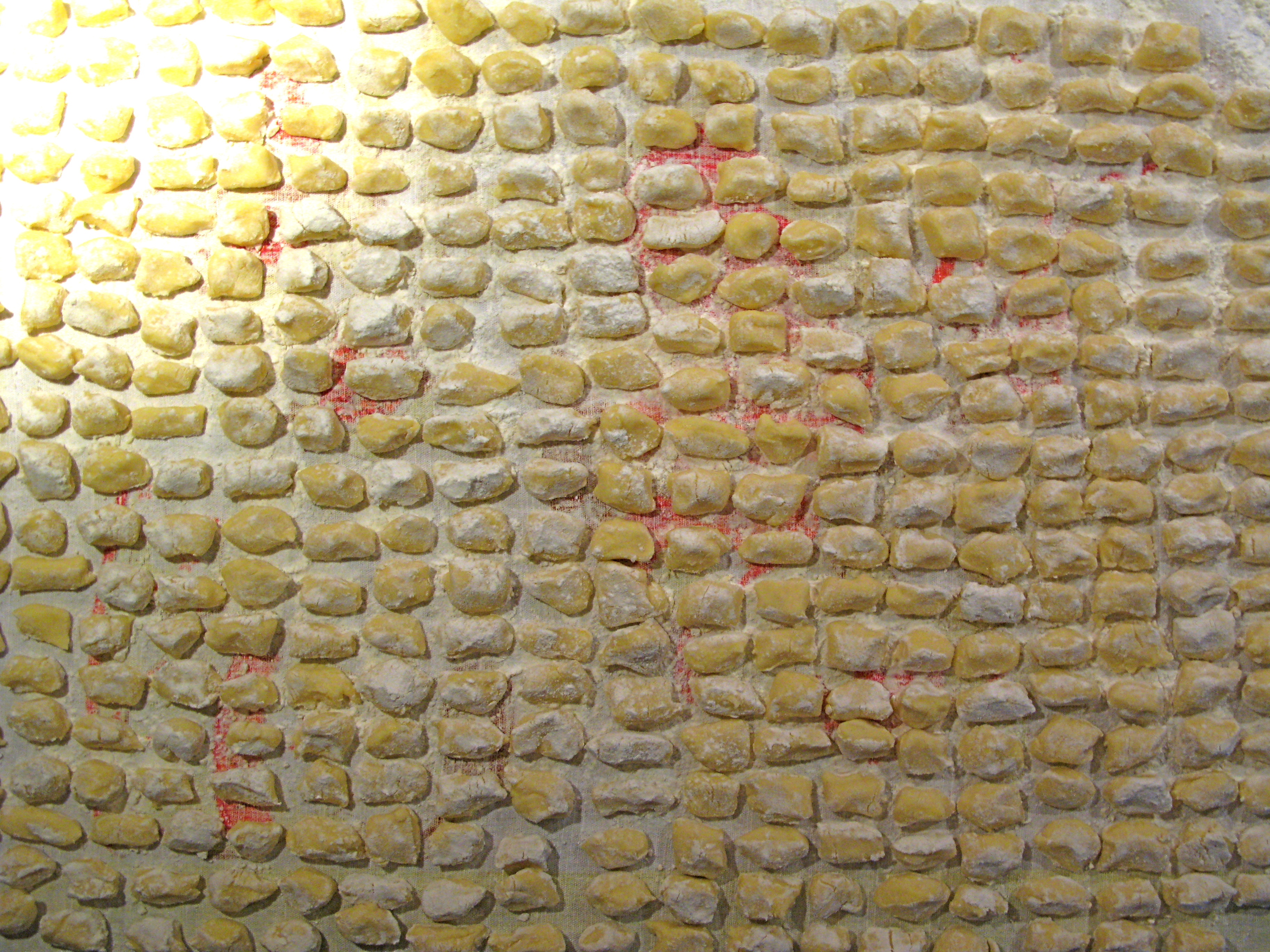
Nyoquis de patata fets a casa